# Dasychira melarhina
Dasychira melarhina är en fjärilsart som beskrevs av Collenette 1938. Dasychira melarhina ingår i släktet Dasychira och familjen tofsspinnare. Inga underarter finns listade i Catalogue of Life.